# Louis van Lint

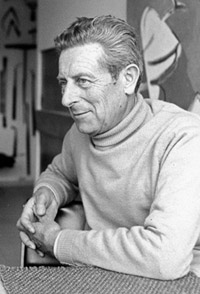
Louis van Lint 1984

 Louis van Lint  (* 26. Dezember 1909 in Sint-Joost-ten-Node (Brüssel), Belgien; † 27. Dezember 1986 in Brüssel) war ein belgischer Maler.
Louis van Lint war ein wichtiger Vertreter der Modernen Kunst und Abstrakten Malerei Belgiens nach dem Zweiten Weltkrieg mit internationaler Anerkennung.
Er studierte an der Académies des Beaux-arts de Bruxelles in Saint-Josse-ten-Noode (Brüssel).
van Lint gehörte 1939, zusammen mit Anne Bonnet und Gaston Bertrand, zu den Gründern der Künstlergruppe „Le Route Libre“, im Jahr 1941 dann der Gruppe „Apport“. Im selben Jahr hatte er seine erste Einzelausstellung im „Paleis voor Schone Kunsten“ in Brüssel. Im Jahr 1945 war Louis van Lint Mitbegründer der Vereinigung „La Jeune Peinture Belge“ (oder: „Jonge Belgische Schilderkunst“), zusammen mit den Künstlern Jan Cox, Gaston Bertrand, Anne Bonnet, Marc Mendelson, James Ensor und anderen.
Das frühe Werk von Louis van Lint zeichnet sich noch durch einen expressionistischen Stil aus. Später entwickelt er seine Malerei über einen „realistischen Expressionismus“ (während des Zweiten Weltkriegs) hin zur völligen Abstraktion (unter dem Einfluss von Jean Bazaine) ab 1948.
Ab 1949 hatte van Lint Kontakt mit Künstlern der Gruppe COBRA und stellte mit ihnen 1951 in Lüttich gemeinsam aus. Er vertrat 1948 Belgien auf der Biennale von Venedig, 1959 war er Teilnehmer der documenta II in Kassel. 1960 wurde er korrespondierendes und 1968 volles Mitglied der Académie royale des Sciences, des Lettres et des Beaux-Arts de Belgique.

## Aktuelle Ausstellungen
- 2003 Louis Van Lint: Rétrospective, Musée d´Ixelles/Museum van Elsene, Brüssel